# Bendis (gudinna)
Bendis var månens och jaktens gudinna i den thrakisk mytologi. Hon identifierades med grekernas Artemis och infördes 430 f.Kr. av trakiska immigranter även i Aten, där hennes kult blev så populär att den fick en statsunderstödd festival, Bendideia. Bendis avbildades som Artemis men med trakiska detaljer, såsom en trakiska luva, och hon åtföljdes till skillnad från Artemis av menader och satyrer. 